# Auguste von Littrow
Auguste von Littrow, amb el cognom de naixement von Bischoff-Altenstein (Praga, 13 de febrer de 1819 - Viena, 23 de març de 1890) va ser una escriptora i líder política germano-austríaca.
Era filla del professor de medicina Ignaz von Bischoff-Altenstein. L'any 1939, poc després de complir vint anys, es va casar amb l'astrònom Karl Ludwig von Littrow i es van mudar a Viena. Ràpidament es va involucrar en la societat vienesa i va conèixer a personalitats conegudes com a Hermann Bonitz, Josef Danhauser, Marie von Ebner-Eschenbach, August Eisenmenger, Ernst von Feuchtersleben, Ottilie von Goethe, Franz Grillparzer, Friedrich Hebbel, Rudolf von Jhering, Joseph Lewinsky o Franz Miklosich.